# Cỏ đuôi lươn
Cỏ đuôi lươn hay còn gọi đũa bếp, bồn bồn, điền thông (danh pháp khoa học: Philydrum lanuginosum) là một loài thực vật có hoa trong họ Philydraceae. Loài này được Banks & Sol. ex Gaertn. miêu tả khoa học đầu tiên năm 1788. Chúng là loài duy nhất trong chi đơn loài Philydrum.